# 9761 Krautter
9761 Krautter (1991 RR4) là một tiểu hành tinh vành đai chính được phát hiện ngày 13 tháng 9 năm 1991 bởi L. D. Schmadel và F. Borngen ở Tautenburg; đặt tên theo the German Astrophysicist Joachim Krautter.